# Гунчак Тарас Григорович
Тара́с Григо́рович Гунча́к (англ. Taras Hunczak; 13 березня 1932, с. Старе Місто, Підгаєцький повіт, Тарнопольське воєводство — 1 липня 2024, США) — український історик, політолог та громадський діяч. Доктор філософії (1960), професор. Член Американської асоціації сприяння розвитку науки, Української академії мистецтв і наук. Дійсний член НТШ, УВАН. Лауреат Міжнародної премії ім. П. Орлика за визначний вклад у демократизацію українського суспільства (1995). Почесний професор Національного університету «Київський політехнічний інститут», почесний Академік АН ВШ України з 1997 р, почесний доктор Національного університету «Києво-Могилянська академія» з 2013 р.
Дядько героя російсько-української війни 2014—2015 Марка Паславського.

## Біографія
Народився у с. Старе Місто на Тернопільщині поблизу містечка Підгайці (Підгаєцького повіту, Тернопільського воєводства, Польща, нині Підгаєцька міська громада, Тернопільського району Тернопільської області, Україна). Дитинство пройшло за часів польської окупації та пацифікації, пізніше — радянської та німецької окупації. Під час Другої світової війни був кур'єром ОУН. Коли йому було 12 років, батьки виїхали в еміграцію (1944). З 1949 року — у США.
Ступінь бакалавра (1955) і магістра (1958) здобув у Фордгемському університеті (Нью-Йорк, США). У 1956—1958 роках служив у збройних силах США. Захистив докторат у Віденському університеті (1960, Австрія).
Від 1960 викладав в університеті штату Нью-Джерсі в Ратґерсі, одному з найстаріших університетів США та найбільшому вищому навчальному закладі штату Нью-Джерсі. Редактор дослідження «Російський імперіалізм в історичній перспективі» (1973), співпрацює з «Єврейським журналом соціальних досліджень», «Східно-Європейським журналом», «Українським істориком».
Активіст наукового та громадського життя української діаспори у США. Головний редактор (1984—1991), співредактор (1992—1995) часопису «Сучасність».
Автор праць з історії української революції 1917—1921, українсько-польських взаємин 1918-21, української суспільно-політичної думки XX ст., Української повстанської армії та ін. Ініціатор та реалізатор багатьох видавничих та наукових проєктів в Україні (зокрема, 9-томного видання «Тисяча років української суспільно-політичної думки» (2001).
Редактор та співредактор багатьох наукових студій та збірок документів і матеріалів, серед іншого:
- «Russian Imperialism from Ivan the Great to Revolution» (New Brunswick, 1974), Петлюра С. «Статті, листи, документи» (Нью-Йорк, 1979, т. 2);
- «The Ukraine, 1917—1921: A Study in Revolution» (Cambridge, 1977), «Ukraine and Poland in Documents, 1918—1922» (New York, 1983, vol. 1-2);
- «УПА в світлі німецьких документів» у «Літописі УПА» (Торонто, 1983, т. 6—7);
- «Українська революція: Документи 1919—1921» (Нью-Йорк, 1984) та ін.;
- Разом із Романом Сольчаником був упорядником збірки документів і матеріалів «Українська суспільно-політична думка в 20 столітті» (Мюнхен, 1983, т. 1-3). Співредактор видання «Тисяча років української суспільно-політичної думки» (К., 2001, т. 1-9) та упорядник (разом із Р.Сольчаником) т. 6—8.

Професор історії й політичних наук університету штату Нью-Джерсі в Ратґерсі. Член Сенату університету (1976—1984). Від 2004 року — професор-емерит. З 1991 року — також професор КНУ імені Т. Шевченка та почесний доктор і професор НТТУ «КПІ». 
Помер у віці 92 роки у США.

## Наукова діяльність
Сфера наукових інтересів — політична історія України, Росії, Польщі XIX—XX століть. Автор численних праць, присвячених історії українських державницьких і визвольних змагань, розвиткові української політичної думки, репресіям і голодоморові в Україні. Ці праці мали значний розголос в академічному середовищі на Заході, руйнуючи усталену росієцентричну схему історії Східної Європи. Організатор численних наукових конференцій, присвячених українській тематиці. Автор «Спогадів» (Київ, 2006).
Головний редактор часопису «Сучасність» (1984—1996) та щоквартальника «The Ukrainian Quarterly» (з 2004 р.). Член редколегій багатьох журналів.
Заснував у США (1989) фонди сприяння демократизації в Україні та допомоги дітям Чорнобиля. Нагорода Пилипа Орлика (1996) за сприяння розвиткові української демократії. Заслужений діяч науки і техніки України (1993). Відзнаки Верховної Ради та МЗС України (2004). Орден «За заслуги» III ступеня (2008).

### Твори
Англійською
- The Politics of Religion: the Union of Brest 1596. «Український історик», 1972, № 3/4;
- Sir Lewis Namier and the Struggle for Eastern Galicia, 1918—1920. «Harvard Ukrainian Studies», 1977, vol. 1, N 2;
- The Ukraine under Hetman Pavlo Scoropadskyi. «The Ukraine, 1917—1921: A Study in Revolution». Cambridge, 1977;
- Ukraine and Poland in Documents, 1918—1922. New York, 1983;
- Symon Petliura and the Jews: A Reappraisal. Toronto-Munich, 1985;

В українському перекладі
- Україна ХХ сторіччя в зарубіжних архівах // УІЖ. — 1991. — № 10;
- Українська політична думка 1920-х років: Монархізм, націоналізм, націонал-комунізм // Літературна Україна". — 1991. — 20 черв.;
- Втрати українців під час другої світової війни // Сучасність. — 1992. — № 7;
- Історія — невичерпна криниця // Сучасність. — 1993. — № 8;
- Гунчак Т. У мундирах ворога / Т. Гунчак. — К.: Час України, 1993. — 208 с.
- Україна: Перша половина XX століття: Нариси політичної історії. — К., 1993.
- Симон Петлюра та євреї. — К., 1993;